# Plaga (álbum)
Plaga es el sexto disco de estudio de la banda argentina Cadena Perpetua, producido por Juanchi Baleirón (Los Pericos), editado y distribuido por Tocka Discos.

## Lista de temas
1. "Que no Ladren"
2. "Delincuentes"
3. "Que Mundo"
4. "El Avestruz"
5. "Dueño de tu Mente"
6. "Quema la Idea"
7. "Mutante"
8. "Calavera no Chilla"
9. "In The Crowd"
10. "Relaciones Peligrosas"
11. "La Trampa"
12. "No Hay Lugar"
13. "Pálido y Oscuro"

## Ficha técnica
- Hernan Valente: Guitarra y voz
- Eduardo Graziadei: Bajo y coros (voz principal en "La Trampa")
- Damian Biscotti: Batería
- Gabriel Otero: Guitarra y voces
- Federico Pertusi: Guitarra y voces

- Producido por Juanchi Baleiron
- La preproducción demos de PLAGA se hicieron en estudios "Satured" y "El Garage" entre los años 2008 y 2009.
- Grabado en estudios "El Pie", "Robledo Sound Machine" y "Alegria del vivir".
- Mezclado en Estudio "Eco"
- Masterizado en "Puro Mastering" por Diego Guerrero
- Ingeniero de grabación y mezcla: Sebastian Percal.

- Datos: Q6077212